# Прапор Вільнюса
Прапор Вільнюса (лит. Vėliava Vilniaus) — офіційний символ міста Вільнюса, столиці Литви.

## Опис
Прапор являє собою полотнище червоного кольору зі співвідношенням сторін 1:2, центром якого проходить горизонтальна смуга жовтого кольору, яка становить одну сьому ширини полотнища. У центрі прапора розташований малий герб Вільнюса.